# Totchtawan Sripan
Totchtawan „Tawan” Sripan (tajl. ธชตวัน ศรีปาน, ur. 13 grudnia 1971 w Saraburi) – tajski piłkarz grający na pozycji ofensywnego pomocnika. W swojej karierze rozegrał 145 meczów w reprezentacji Tajlandii i strzelił w nich 23 gole. Od 2011 roku jest trenerem klubu Gulf Saraburi.

## Kariera klubowa
Karierę piłkarską Sripan rozpoczął w klubie Raj-Vithi. Grał w nim w latach 1989-1991. W 1992 roku przeszedł do zespołu Bangkok Bank. Występował w nim do 2000 roku. W 1997 roku wywalczył z tym zespołem mistrzostwo Tajlandii. W latach 1994 i 19986 zdobył Kor Royal Cup, a w latach 1998, 1999 - Puchar Tajlandii.
W 2001 roku Sripan wyjechał do Singapuru i został zawodnikiem klubu Sembawang Rangers. W 2004 roku odszedł do wietnamskiego Hoàng Anh Gia Lai. W tamtym roku zdobył z nim Superpuchar Wietnamu oraz został mistrzem tego kraju.
W 2007 roku Sripan wrócił do Tajlandii i został piłkarzem BEC Tero Sasana. Grał w nim do końca swojej kariery, czyli do 2009 roku.

## Kariera reprezentacyjna
W reprezentacji Tajlandii Sripan zadebiutował w 1992 roku. W 2000 roku zagrał w dwóch meczach Pucharu Azji 2000: z Iranem (1:1) i z Libanem (1:1).
W 2007 roku Sripan rozegrał trzy mecze w Pucharze Azji 2007: z Irakiem (1:1), z Omanem (2:0) i z Australią (0:4). Od 1992 do 2008 roku rozegrał w kadrze narodowej 145 spotkań, w których strzelił 23 gole.